# Жанасаз
Жанаса́з (каз. Жаңасаз) — село у складі Байзацького району Жамбильської області Казахстану. Входить до складу Сазтерецького сільського округу.
Населення — 242 особи (2021; 202 у 2009, 238 у 1999, 262 у 1989).